# Less Is More
Less Is More – album grupy Marillion wydany 2 października 2009 roku. Album zawiera akustyczne wersje utworów znanych z poprzednich płyt, oraz nową – również akustyczną – kompozycję.

## Lista utworów
1. "Go" - 4:59 – (oryginalna wersja pochodzi z płyty marillion.com)
2. "Interior Lulu" - 7:32 – (oryginalna wersja pochodzi z płyty marillion.com)
3. "Out Of This World" - 5:07 – (oryginalna wersja pochodzi z płyty Afraid of Sunlight)
4. "Wrapped Up In Time" - 3:40 – (oryginalna wersja pochodzi z płyty Happiness Is the Road)
5. "The Space" - 4:51 – (oryginalna wersja pochodzi z płyty Seasons End)
6. "Hard As Love" - 4:58 – (oryginalna wersja pochodzi z płyty Brave)
7. "Quartz" - 5:58 – (oryginalna wersja pochodzi z płyty Anoraknophobia)
8. "If My Heart Were A Ball" - 5:11 – (oryginalna wersja pochodzi z płyty Anoraknophobia)
9. "It's Not Your Fault" - 3:32 – (utwór premierowy)
10. "Memory Of Water" - 2:37 – (oryginalna wersja pochodzi z płyty This Strange Engine)
11. "This Is The 21st Century" - 5:40 – (oryginalna wersja pochodzi z płyty Anoraknophobia)
12. "Cannibal Surf Babe" - 3:27 – (ukryty utwór bonusowy, nie występuje na oficjalnej liście kompozycji. Oryginalna wersja pochodzi z płyty Afraid of Sunlight)

## Twórcy
- Steve Hogarth – śpiew
- Steve Rothery – gitara
- Pete Trewavas – gitara basowa
- Mark Kelly – keyboard
- Ian Mosley – perkusja